# Đường cao tốc Nội Bài – Bắc Ninh – Hạ Long
Đường cao tốc Nội Bài – Bắc Ninh – Hạ Long (ký hiệu toàn tuyến là CT.09) là đường cao tốc kết nối sân bay quốc tế Nội Bài với vịnh Hạ Long, tỉnh Quảng Ninh ở miền Bắc Việt Nam.

## Quy hoạch
Đường cao tốc này từng được quy hoạch từ năm 2015 đến 2021 là một phần lớn của Đường cao tốc Nội Bài – Hạ Long – Móng Cái cũ với ký hiệu là CT.06 trước khi đoạn Hạ Long – Móng Cái được tách ra thành một phần của  mới.

## Vị trí
Theo quy hoạch mạng lưới giao thông đường bộ đã được Thủ tướng Chính phủ phê duyệt vào năm 2021, tuyến cao tốc này có chiều dài 146 km với điểm đầu giao với đường cao tốc Hà Nội – Lào Cai tại xã Nội Bài, Hà Nội, điểm cuối giao với đường cao tốc Hạ Long – Vân Đồn tại phường Hoành Bồ, Quảng Ninh. Trong đó đoạn qua Hà Nội dài 15 km, đoạn qua Bắc Ninh dài 30 km, đoạn qua Hải Phòng dài 44 km và đoạn qua Quảng Ninh dài 57 km
Đường cao tốc được chia thành 3 đoạn tuyến: Nội Bài – Bắc Ninh, Bắc Ninh – Phả Lại và Phả Lại – Hạ Long. Trong đó đoạn Nội Bài – Võ Cường dài 30 km trùng với hướng tuyến Quốc lộ 18 và cũng là một phần của tuyến đường vành đai 4 (Hà Nội), đã được xây dựng từ năm 1998 và hoàn thành sau 4 năm.

## Thiết kế
Đường cao tốc Nội Bài – Hạ Long được xây dựng với 4 làn xe và 2 làn dừng khẩn cấp. Giai đoạn tiền cao tốc, sẽ đạt vận tốc 80 km/h; riêng đoạn Nội Bài – Bắc Ninh hiện tại đang được khai thác 4 làn xe và có làn xe máy đi tạm ở 2 làn dừng khẩn cấp (vì đoạn này chưa có đường gom và đường gom này cũng là đường đi dưới thấp của một phần Đường vành đai 4 (Hà Nội). Giai đoạn cao tốc, sẽ nâng cấp lên 6 làn xe và 2 làn dừng khẩn cấp (theo dự thảo điều chỉnh quy hoạch) với vận tốc tối đa lên 120 km/h.

## Chi tiết tuyến đường

### Làn xe
- Nội Bài – Bắc Ninh: 4 làn xe; 2 làn xe máy, xe thô sơ

### Chiều dài
- Nội Bài – Bắc Ninh: 30 km
- Bắc Ninh – Hạ Long: 116 km

### Tốc độ giới hạn
- Nội Bài – Bắc Ninh: Tối đa 80 km/h.

## Lộ trình chi tiết
- IC : Nút giao, JCT : Điểm lên xuống, SA : Khu vực dịch vụ (Trạm dừng nghỉ), TN : Hầm đường bộ, TG : Trạm thu phí, BR : Cầu
- Đơn vị đo khoảng cách là km.

### Đoạn Nội Bài – Bắc Ninh
| Số                                                    | Tên                                                   | Khoảng cách từ đầu tuyến                              | Kết nối                                                                             | Ghi chú                                               | Vị trí                                                | Vị trí                                                |
| Kết nối trực tiếp với Đường cao tốc Nội Bài – Lào Cai | Kết nối trực tiếp với Đường cao tốc Nội Bài – Lào Cai | Kết nối trực tiếp với Đường cao tốc Nội Bài – Lào Cai | Kết nối trực tiếp với Đường cao tốc Nội Bài – Lào Cai                               | Kết nối trực tiếp với Đường cao tốc Nội Bài – Lào Cai | Kết nối trực tiếp với Đường cao tốc Nội Bài – Lào Cai | Kết nối trực tiếp với Đường cao tốc Nội Bài – Lào Cai |
| ----------------------------------------------------- | ----------------------------------------------------- | ----------------------------------------------------- | ----------------------------------------------------------------------------------- | ----------------------------------------------------- | ----------------------------------------------------- | ----------------------------------------------------- |
| 1                                                     | IC Nội Bài                                            | 0.0                                                   | Đường cao tốc Nội Bài – Lào Cai Quốc lộ 2 Sân bay quốc tế Nội Bài Đường Võ Văn Kiệt | Đầu tuyến đường cao tốc                               | Hà Nội                                                | Nội Bài                                               |
| 2                                                     | IC Võ Nguyên Giáp                                     | 5.8                                                   | Sân bay quốc tế Nội Bài Đường Võ Nguyên Giáp                                        | Không có lối vào từ hướng Sân bay Nội Bài đi Bắc Ninh | Hà Nội                                                | Nội Bài                                               |
| 3                                                     | JCT Khu đô thị vệ tinh Sóc Sơn                        | 6.3                                                   | Đường trục Khu đô thị vệ tinh Sóc Sơn                                               |                                                       | Hà Nội                                                | Sóc Sơn                                               |
| 4                                                     | IC Phù Lỗ                                             | 7.8                                                   | Quốc lộ 3                                                                           |                                                       | Hà Nội                                                | Sóc Sơn                                               |
| BR                                                    | Cầu vượt đường sắt                                    | ↓                                                     |                                                                                     | Vượt đường sắt Hà Nội – Quan Triều                    | Hà Nội                                                | Sóc Sơn                                               |
| BR                                                    | Cầu Cà Lồ                                             | ↓                                                     |                                                                                     | Vượt sông Cà Lồ                                       | Ranh giới Hà Nội – Bắc Ninh                           | Ranh giới Hà Nội – Bắc Ninh                           |
| 5                                                     | IC CT.07                                              | 17.2                                                  | Đường cao tốc Hà Nội – Thái Nguyên – Bắc Kạn – Cao Bằng                             |                                                       | Bắc Ninh                                              | Ranh giới Tam Giang – Văn Môn                         |
| 6                                                     | IC Chờ                                                | 19.0                                                  | Đường tỉnh 295                                                                      |                                                       | Bắc Ninh                                              | Yên Phong                                             |
| 7                                                     | IC Yên Phong (Samsung)                                | 21.0                                                  | Đường Yên Phong                                                                     |                                                       | Bắc Ninh                                              | Yên Phong                                             |
| 8                                                     | JCT Khu công nghiệp Yên Phong                         | 23.0                                                  | Đường trục Khu công nghiệp Yên Phong                                                | Chỉ ra từ hướng Bắc Ninh Chỉ vào đến hướng Nội Bài    | Bắc Ninh                                              | Yên Phong                                             |
| 9                                                     | JCT Đường tỉnh 286                                    | 24.7                                                  | Đường tỉnh 286                                                                      | Chỉ ra từ hướng Nội Bài Chỉ vào đến hướng Bắc Ninh    | Bắc Ninh                                              | Tam Đa                                                |
| SA                                                    | Trạm dừng nghỉ Kinh Bắc                               |                                                       |                                                                                     | Chỉ hướng đi Nội Bài                                  | Bắc Ninh                                              | Tam Đa                                                |
| BR                                                    | Cầu Đào Xá                                            | ↓                                                     |                                                                                     | Vượt sông Ngũ Huyện Khê                               | Bắc Ninh                                              | Võ Cường                                              |
| BR                                                    | Cầu Xuân Ổ                                            | ↓                                                     |                                                                                     | Vượt đường sắt Hà Nội – Đồng Đăng và Đường tỉnh 295B  | Bắc Ninh                                              | Võ Cường                                              |
| 10                                                    | IC Khả Lễ                                             | 30.7                                                  | Đường cao tốc Hà Nội – Bắc Giang ( Quốc lộ 1)                                       |                                                       | Bắc Ninh                                              | Võ Cường                                              |
| Kết nối với Đường cao tốc Bắc Ninh – Phả Lại          |                                                       |                                                       |                                                                                     |                                                       |                                                       |                                                       |
| 1.000 mi = 1.609 km; 1.000 km = 0.621 mi              |                                                       |                                                       |                                                                                     |                                                       |                                                       |                                                       |